# 威廉·纳尔逊
威廉·纳尔逊（英語：William Nelson，？—？），美国前男子摔跤运动员，主攻自由式。他曾代表美国参加1904年夏季奥林匹克运动会摔跤比赛，获得男子自由式蝇量级铜牌。